# Акация безлистная
Ака́ция безли́стная (лат. Acacia aphylla) — вид растений из рода Акация (Acacia) семейства Бобовые (Fabaceae).

## Ботаническое описание
Акация безлистная вырастает от 0,9 до 2,5 метров в высоту.
Цветки акации безлистной жёлтые. Время цветения — с августа по октябрь в своём родном ареале.

## Распространение
Акация безлистная встречается в Западной Австралии.